# Tätatät
Tätatät (Narcissus asturiensis) är en amaryllisväxtart som först beskrevs av Claude Thomas Alexis Jordan, och fick sitt nu gällande namn av Herbert William Pugsley. I den svenska databasen Dyntaxa används istället namnet Narcissus × cyclazetta. Enligt Catalogue of Life ingår Tätatät i släktet narcisser och familjen amaryllisväxter, men enligt Dyntaxa är tillhörigheten istället släktet narcisser och familjen amaryllisväxter. IUCN kategoriserar arten globalt som livskraftig. Arten förekommer tillfälligt i Sverige, men reproducerar sig inte. Inga underarter finns listade i Catalogue of Life.

## Bildgalleri

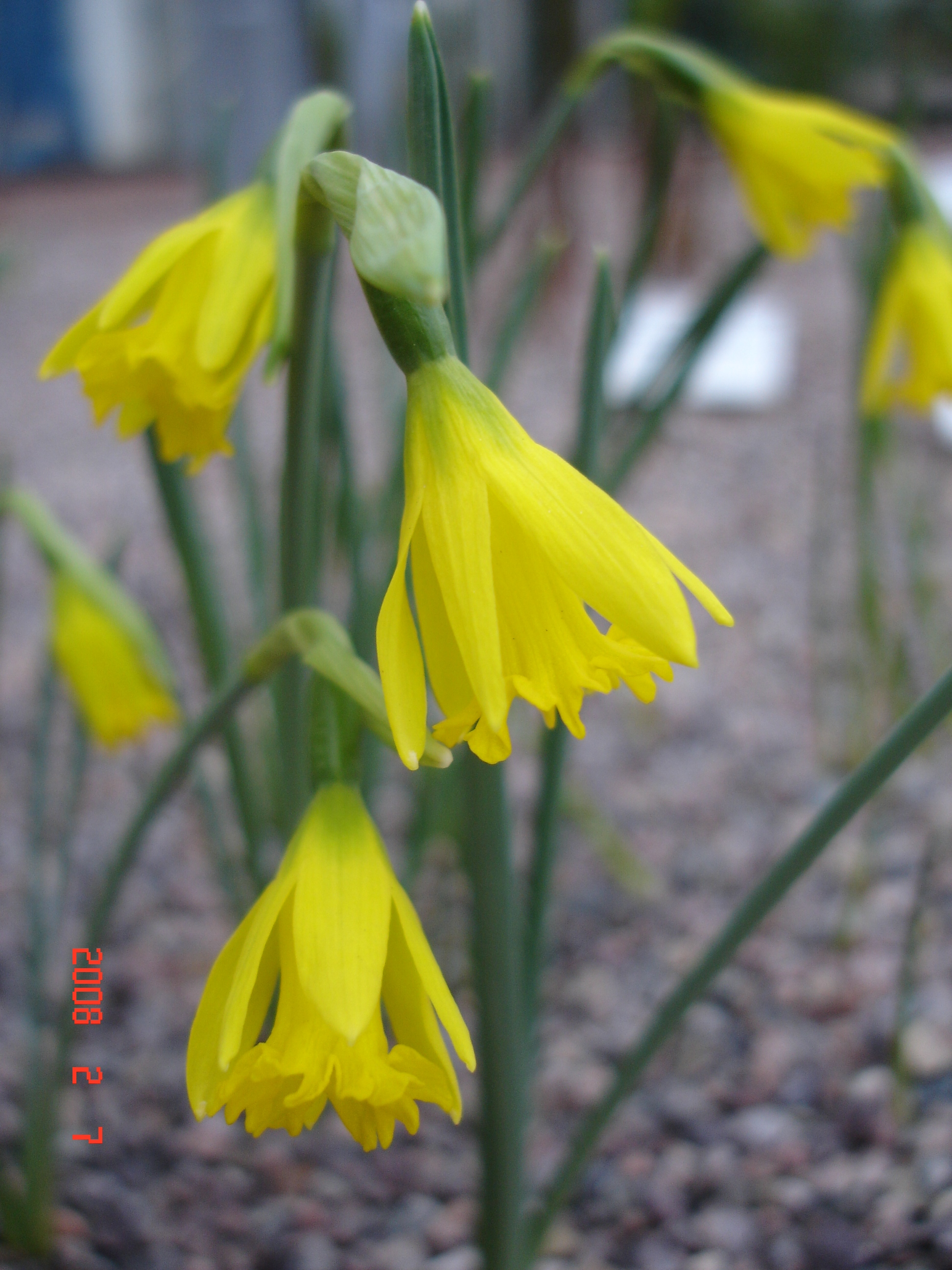
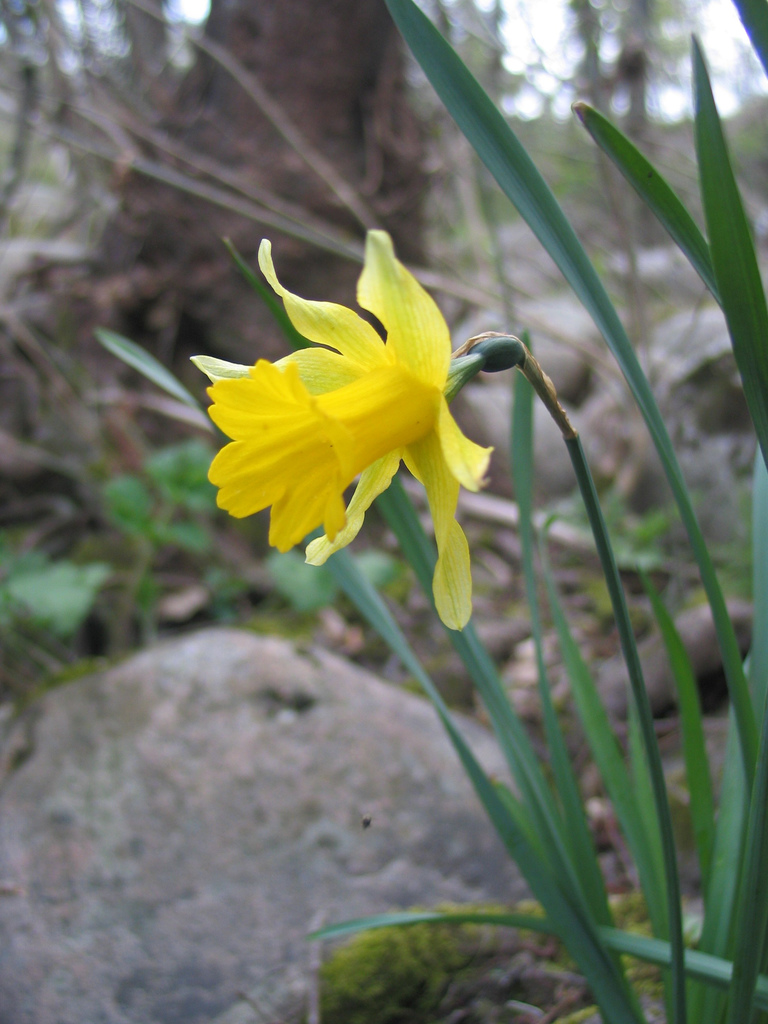
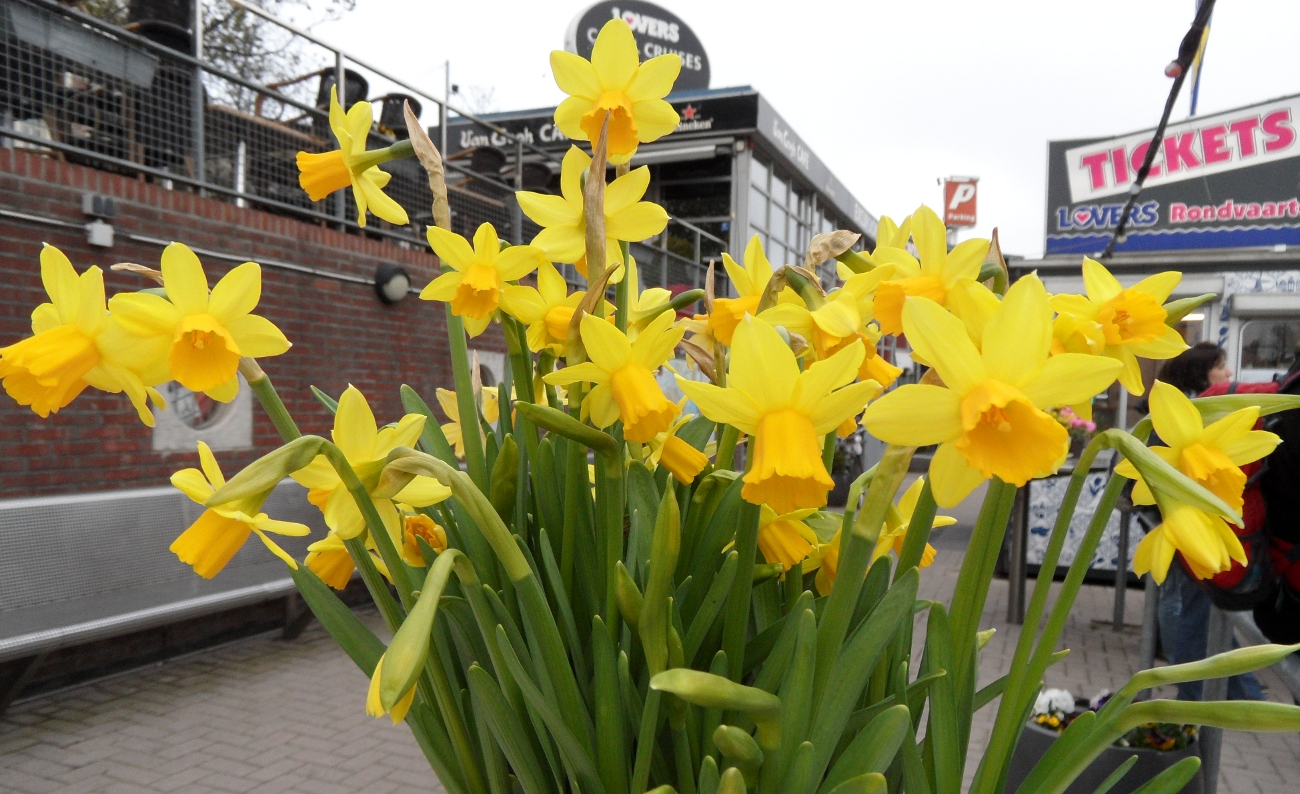
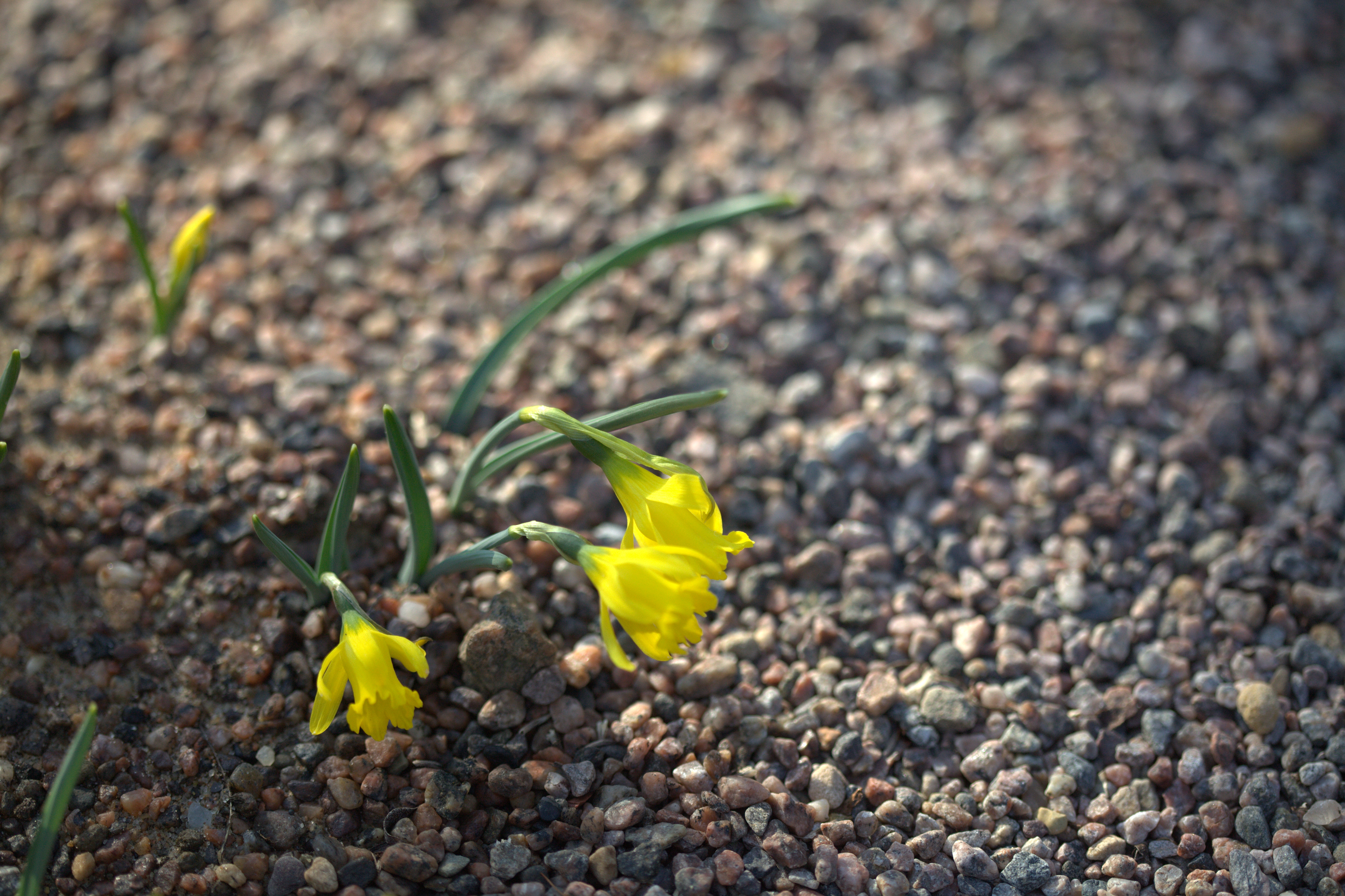
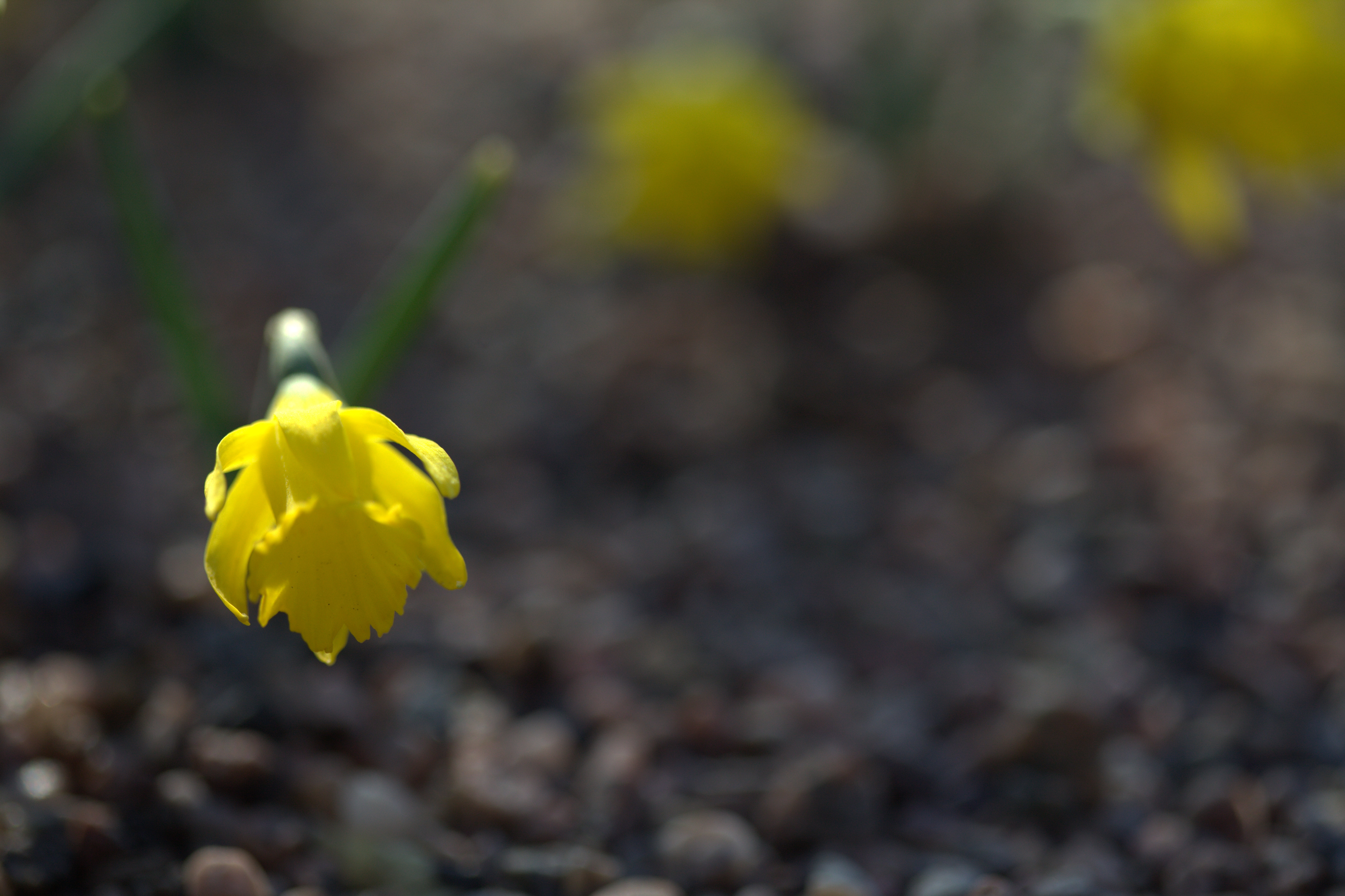